# Gabriele Bosisio
Gabriele Bosisio (Milano, 6 agosto 1980) è un ex ciclista su strada italiano, professionista dal 2004 al 2013 e vincitore di una tappa al Giro d'Italia 2008.

## Carriera
Passa professionista nel 2004 con la Tenax di Fabio Bordonali: con tale formazione gareggia per quattro stagioni, fino al termine del 2007, vincendo anche un Giro del Lazio. All'inizio del 2008 si accasa, sempre sotto la direzione di Bordonali, alla nuova LPR Brakes-Ballan. Si mette in grande evidenza al Giro d'Italia, partecipando come gregario di Danilo Di Luca e Paolo Savoldelli: in quella "Corsa Rosa" riesce ad aggiudicarsi, dopo una lunga fuga, la settima tappa (da Vasto a Pescocostanzo) e a vestire la maglia rosa al termine della quattordicesima frazione, con 5 secondi di vantaggio su Alberto Contador. Perderà il simbolo del primato solo un giorno dopo, sulla Marmolada, accusando un distacco di circa 8 minuti dai migliori.
Il 15 settembre 2008 viene convocato dal CT della Nazionale italiana Franco Ballerini per partecipare come titolare ai mondiali su strada di Varese: si ritira ma contribuisce al successo iridato di Alessandro Ballan. Il 26 settembre 2009 dal sito Tuttobiciweb viene però data la notizia riguardante una sua positività all'EPO ricombinante riscontrata in un test a sorpresa eseguito il 2 settembre a Rogeno: a seguito di ulteriori verifiche il Tribunale Nazionale Antidoping lo squalifica dalle competizioni agonistiche per due anni, fino al 5 ottobre 2011.
Bosisio rientra alle gare professionistiche nella stagione 2012 con la divisa della Utensilnord-Named di Bordonali, per concludere la carriera professionistica al termine del 2013.

## Palmarès
- 2007

Giro del Lazio
1ª tappa Test Event Beijing 2008
- 2008

Giro d'Oro
7ª tappa Giro d'Italia (Vasto > Pescocostanzo)
3ª tappa Brixia Tour (Boario Terme > Borno)

### Altri successi
- 2009

1ª tappa Settimana Ciclistica Lombarda (Brignano Gera d'Adda, cronosquadre)

## Piazzamenti

### Grandi Giri
- Giro d'Italia

2004: 137º
2008: 22º
2009: 27º

### Classiche monumento
- Milano-Sanremo

2009: 54º
2012: ritirato
- Giro di Lombardia

2005: ritirato
2007: 84º
2012: 52º

### Competizioni mondiali
- Campionato del mondo

Varese 2008 - In linea Elite: ritirato